# Salzburgo
Salzburgo (en alemán: Salzburg /ˈzalt͡sbʊɐ̯k/ⓘ, 'ciudad/castillo de la sal') es la cuarta ciudad más poblada de Austria, con 154 211 habitantes (2019), capital del estado federado (Bundesland) de Salzburgo y de la región homónima, una de las nueve en que se divide este país. Está cerca de la frontera nacional con Alemania. Su nombre proviene de la sal (Salz en alemán) de la que se encuentran importantes minas en las cercanías y con cuyo comercio la ciudad se desarrolló a lo largo de varios siglos. En el siglo VIII d. C., particularmente, alcanzó un alto grado de prosperidad por tal comercio y por los impuestos que se cobraban al paso de las barcazas que transportaban la sal y otras mercancías por el río Salzach que atraviesa la ciudad.
La ciudad es conocida por ser la ciudad natal de Wolfgang Amadeus Mozart y por los festivales musicales que se celebran cada verano en la localidad. Además, el centro antiguo de la ciudad fue declarado por la Unesco como Patrimonio Cultural de la Humanidad.
Salzburgo es la “puerta de entrada” al noroeste de Austria y constituye un importante cruce de carreteras y ferrocarriles. También es uno de los principales centros turísticos del país y un centro internacional de conferencias.

## Historia

### Edades Antigua y Media
Se han encontrado trazas de establecimientos que datan de tiempos muy antiguos. Particularmente, en la colina de Rainberg existen indicios de una ocupación continuada desde el Neolítico hasta la conquista romana en tiempos del emperador Augusto. En la colina del castillo y en el Kapuzinerberg se han descubierto restos de fortificaciones de lo que en la Edad de Hierro fue con toda probabilidad el centro más importante del pueblo celta de los ambisontii.
Los romanos agruparon las pequeñas comunidades agrícolas en una única urbe, Iuvavum, en el año 15 a. C. Es probable que el nombre no provenga de una divinidad romana, sino que fuese la adaptación de un anterior nombre celta (Iuvavo). La urbe se convirtió en municipium en el año 45 d. C. bajo el emperador Claudio (Municipium Claudium Iuvavum), llegando a ser uno de los más importantes de la provincia de Noricum. El declive de Iuvavum después del colapso de la frontera de Noricum fue muy rápido, de tal forma que en el siglo VII estaba en un estado prácticamente ruinoso.
Hacia el año 700, san Ruperto fundó una nueva población en el solar del antiguo Iuvavum romano, en su búsqueda por establecer una basílica, y convirtió en 739 la población en sede de un obispado y en 798, Arno, en sede de un arzobispado.
Salzburgo fue gobernada por un príncipe-arzobispo hasta principios del siglo XIX. Su último príncipe-arzobispo fue Hieronymus von Colloredo.

### Edad Contemporánea
Según la Enciclopedia Británica, Salzburgo sufrió daños “relativamente pequeños” durante la Segunda Guerra Mundial y fue el cuartel general de las fuerzas militares estadounidenses durante la ocupación aliada de Austria entre 1945 y 1956.
En 2015, durante la Crisis migratoria en Europa, se decretó la suspensión de conexiones directas en tren entre Salzburgo y Múnich como medida para intentar frenar el ritmo de salidas de refugiados de países extracomunitarios desde Austria en dirección de Alemania. En septiembre, más de 100 000 refugiados, en su mayoría afganos, iraquíes y sirios, pasaron de Austria a Alemania.
En septiembre de 2018, Salzburgo acogió la Cumbre europea dentro de la presidencia austriaca del Consejo de la Unión Europea. En medio del proceso de refundación de la Unión Europea, la migración y la salida del Reino Unido de la Unión Europea (Brexit) eran las dos cuestiones que preocupaban y dividían a los líderes del Consejo Europeo en ese momento.

## Geografía

### Ubicación
Salzburgo se halla a 150 km al este de Múnich, en Alemania, y a 300 km al oeste de Viena. La ciudad se extiende por ambas orillas del río Salzach, a 25 km de las estribaciones septentrionales de los Alpes. El carácter montañoso del sur de la región de Salzburgo contrasta con las suaves ondulaciones de su parte norte. La cima alpina más cercana es el Untersberg (1853 m), que se encuentra a tan sólo unos pocos kilómetros al sudoeste de la ciudad. El centro de la ciudad está rodeado por dos elevaciones pétreas, el Mönchsberg y el Kapuzinerberg, cuyos bosques constituyen el pulmón verde de la ciudad.

### Clima
| Parámetros climáticos promedio de Salzburgo (Aeropuerto de Salzburgo), normales 1991–2020                   | Parámetros climáticos promedio de Salzburgo (Aeropuerto de Salzburgo), normales 1991–2020 | Parámetros climáticos promedio de Salzburgo (Aeropuerto de Salzburgo), normales 1991–2020 | Parámetros climáticos promedio de Salzburgo (Aeropuerto de Salzburgo), normales 1991–2020 | Parámetros climáticos promedio de Salzburgo (Aeropuerto de Salzburgo), normales 1991–2020 | Parámetros climáticos promedio de Salzburgo (Aeropuerto de Salzburgo), normales 1991–2020 | Parámetros climáticos promedio de Salzburgo (Aeropuerto de Salzburgo), normales 1991–2020 | Parámetros climáticos promedio de Salzburgo (Aeropuerto de Salzburgo), normales 1991–2020 | Parámetros climáticos promedio de Salzburgo (Aeropuerto de Salzburgo), normales 1991–2020 | Parámetros climáticos promedio de Salzburgo (Aeropuerto de Salzburgo), normales 1991–2020 | Parámetros climáticos promedio de Salzburgo (Aeropuerto de Salzburgo), normales 1991–2020 | Parámetros climáticos promedio de Salzburgo (Aeropuerto de Salzburgo), normales 1991–2020 | Parámetros climáticos promedio de Salzburgo (Aeropuerto de Salzburgo), normales 1991–2020 | Parámetros climáticos promedio de Salzburgo (Aeropuerto de Salzburgo), normales 1991–2020 |
| Mes | Ene.                                                                                      | Feb.                                                                                      | Mar.                                                                                      | Abr.                                                                                      | May.                                                                                      | Jun.                                                                                      | Jul.                                                                                      | Ago.                                                                                      | Sep.                                                                                      | Oct.                                                                                      | Nov.                                                                                      | Dic.                                                                                      | Anual                                                                                     |
| --- | ----------------------------------------------------------------------------------------- | ----------------------------------------------------------------------------------------- | ----------------------------------------------------------------------------------------- | ----------------------------------------------------------------------------------------- | ----------------------------------------------------------------------------------------- | ----------------------------------------------------------------------------------------- | ----------------------------------------------------------------------------------------- | ----------------------------------------------------------------------------------------- | ----------------------------------------------------------------------------------------- | ----------------------------------------------------------------------------------------- | ----------------------------------------------------------------------------------------- | ----------------------------------------------------------------------------------------- | ----------------------------------------------------------------------------------------- |
| Temp. máx. media (°C)                                                                                       | 3.4                                                                                       | 6.2                                                                                       | 10.2                                                                                      | 15.7                                                                                      | 19.3                                                                                      | 23.2                                                                                      | 24.3                                                                                      | 24.0                                                                                      | 19.9                                                                                      | 14.4                                                                                      | 8.5                                                                                       | 4.0                                                                                       | 14.4                                                                                      |
| Temp. media (°C)                                                                                            | 0.0                                                                                       | 1.6                                                                                       | 5.7                                                                                       | 10.1                                                                                      | 14.4                                                                                      | 17.9                                                                                      | 19.6                                                                                      | 19.4                                                                                      | 15.0                                                                                      | 10.4                                                                                      | 4.8                                                                                       | 0.9                                                                                       | 10.0                                                                                      |
| Temp. mín. media (°C)                                                                                       | -3.6                                                                                      | -2.8                                                                                      | 0.7                                                                                       | 4.3                                                                                       | 8.3                                                                                       | 12.5                                                                                      | 13.8                                                                                      | 13.6                                                                                      | 10.1                                                                                      | 5.6                                                                                       | 0.9                                                                                       | -2.5                                                                                      | 5.1                                                                                       |
| Precipitación total (mm)                                                                                    | 59                                                                                        | 53                                                                                        | 87                                                                                        | 78                                                                                        | 115                                                                                       | 151                                                                                       | 158                                                                                       | 164                                                                                       | 112                                                                                       | 73                                                                                        | 72                                                                                        | 72                                                                                        | 1195                                                                                      |
| Nevadas (cm)                                                                                                | 20.0                                                                                      | 19.5                                                                                      | 11.5                                                                                      | 1.4                                                                                       | 0.0                                                                                       | 0.0                                                                                       | 0.0                                                                                       | 0.0                                                                                       | 0.0                                                                                       | 0.6                                                                                       | 6.5                                                                                       | 18.8                                                                                      | 78.3                                                                                      |
| Días de nevadas (≥ 1.0 cm)                                                                                  | 14.6                                                                                      | 12.2                                                                                      | 5.6                                                                                       | 0.8                                                                                       | 0.0                                                                                       | 0.0                                                                                       | 0.0                                                                                       | 0.0                                                                                       | 0.0                                                                                       | 0.2                                                                                       | 3.8                                                                                       | 10.0                                                                                      | 47.2                                                                                      |
| Horas de sol                                                                                                | 67.0                                                                                      | 91.9                                                                                      | 130.0                                                                                     | 152.6                                                                                     | 196.4                                                                                     | 193.9                                                                                     | 221.1                                                                                     | 202.8                                                                                     | 167.7                                                                                     | 129.7                                                                                     | 81.2                                                                                      | 62.8                                                                                      | 1697.1                                                                                    |
| Humedad relativa (%)                                                                                        | 71.7                                                                                      | 63.5                                                                                      | 56.1                                                                                      | 50.5                                                                                      | 53.0                                                                                      | 54.6                                                                                      | 53.2                                                                                      | 55.0                                                                                      | 59.3                                                                                      | 62.9                                                                                      | 71.1                                                                                      | 73.9                                                                                      | 60.4                                                                                      |
| Fuente: Central Institute for Meteorology and Geodynamics (precipitación 1981–2010, horas de sol 1971–2000) |                                                                                           |                                                                                           |                                                                                           |                                                                                           |                                                                                           |                                                                                           |                                                                                           |                                                                                           |                                                                                           |                                                                                           |                                                                                           |                                                                                           |                                                                                           |

## Transporte
|  | Aeropuerto              | Código IATA | Código OACI |
|  | ----------------------- | ----------- | ----------- |
|  | Aeropuerto de Salzburgo | SZG         | LOWS        |

- Salzburg Hauptbahnhof

## Educación
|  | Universidad                                        | Fundación | Acrónimo | Tipo                |
|  | -------------------------------------------------- | --------- | -------- | ------------------- |
|  | Universidad de Salzburgo                           | 1622      | PLUS     | Universidad pública |
|  | Universität Mozarteum Salzburg                     | 1841      |          | Universidad pública |
|  | Paracelsus Medizinische Privatuniversität Salzburg | 2003      | PMU      | Universidad privada |
|  | Fachhochschule Salzburg                            | 1995      | FHS      | Universidad pública |

## Cultura

### Monumentos y lugares de interés
El centro antiguo de la ciudad, que fue declarado por la Unesco como Patrimonio Cultural de la Humanidad en 1996, es notable por:
- Catedral de Salzburgo
- Abadía de Nonnberg o de San Pedro

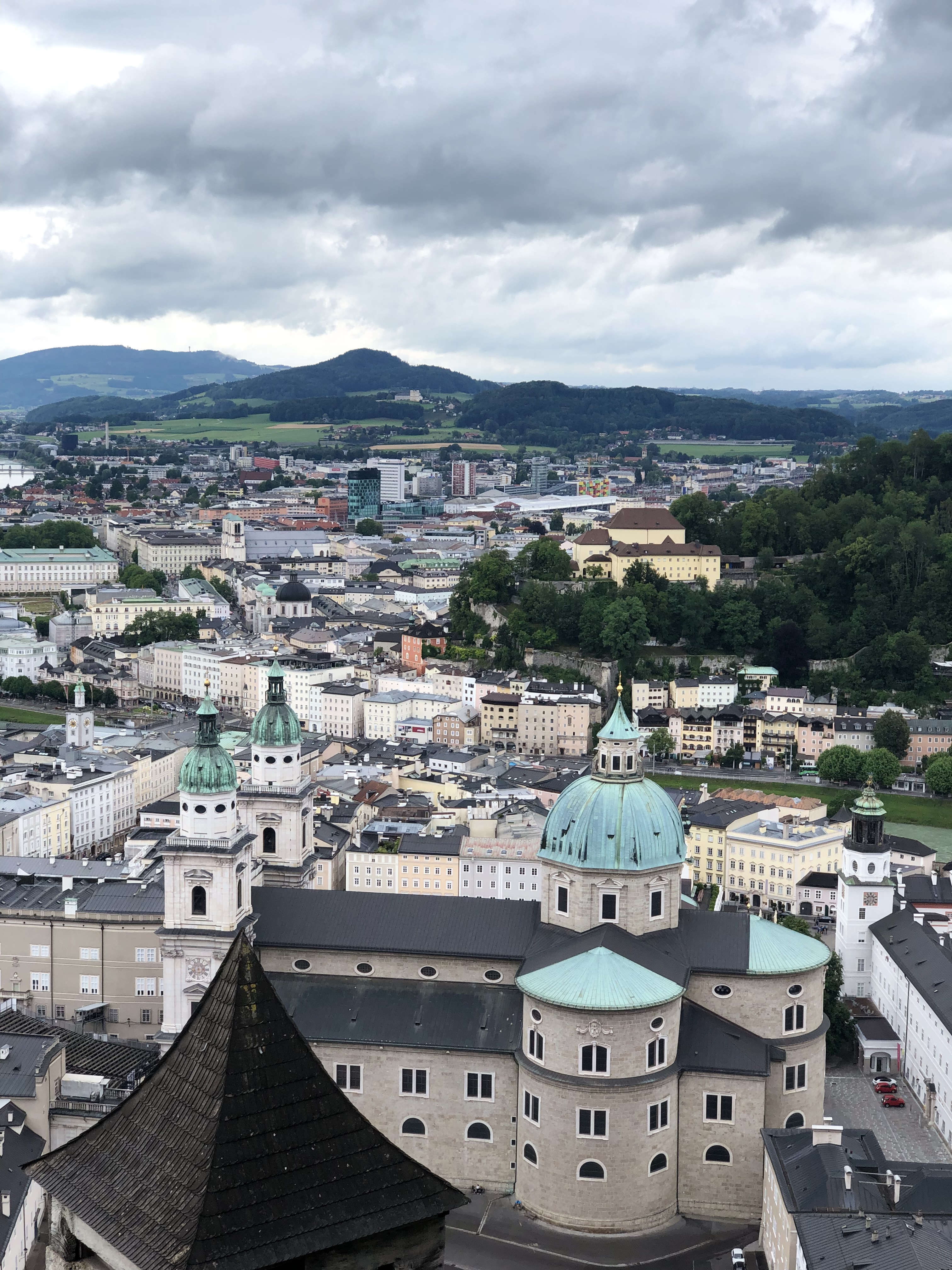
Fortaleza de Hohensalzburgo

- Monasterio de San Pedro (Das Kloster St. Peter)
- Cementerio de San Pedro (Petersfriedhof)
- Catacumbas de la roca del Mönchsberg
- Iglesia franciscana y conjunto de iglesias barrocas de la ciudad
- Palacio-residencia del arzobispo con la Residenzgalerie
- Fortaleza de Hohensalzburg
- Getreidegasse (Calle del Grano), con la casa donde naciera W. A. Mozart

Fuera del centro histórico destacan:
- Los palacios más importantes son: el palacio de Mirabell, el palacio de Leopoldskron y el palacio de Hellbrunn.
- Cementerio de San Sebastián (Sebastiansfriedhof)

Salzburgo también posee importantes museos:
- Rupertinum (Museo de Arte Moderno)
- Haus der Natur Salzburg (Casa de la Naturaleza)
- Stille Nacht Museum (Museo de la Noche de Paz)
- Salzburger Freilichtmuseum (Museo al Aire Libre)
- Dommuseum Salzburg (Museo Catedral)
- Museum der Moderne (Museo de Modernidad)
- Casa natal de Mozart[13]

### Cinematografía
La película musical de 1965 The Sound of Music (Sonrisas y lágrimas en España y La novicia rebelde en Hispanoamérica) fue rodada en Salzburgo y su acción sucede en Salzburgo.

## Festivales culturales
- Festival de Salzburgo
- festival internazionale "SZENE"
- festival di Pentecoste
- festival di KUNST(st)OFF
- TotalImprOFFisiert
- festival di Open Mind
- Winterfest
- festival di literatura
- festival di Literaturhaus
- Slamlabor
- Poetry Slam

### Gastronomía
- Salzburger Nockerln[14]
- Mozartkugel[15] (mazapán verde de pistacho, envuelto de un fino praliné y sumergido por último en cobertura de chocolate negro)
- Pinzgauer Kasnockn
- Kaiserschmarrn
- Cerveza

## Deportes

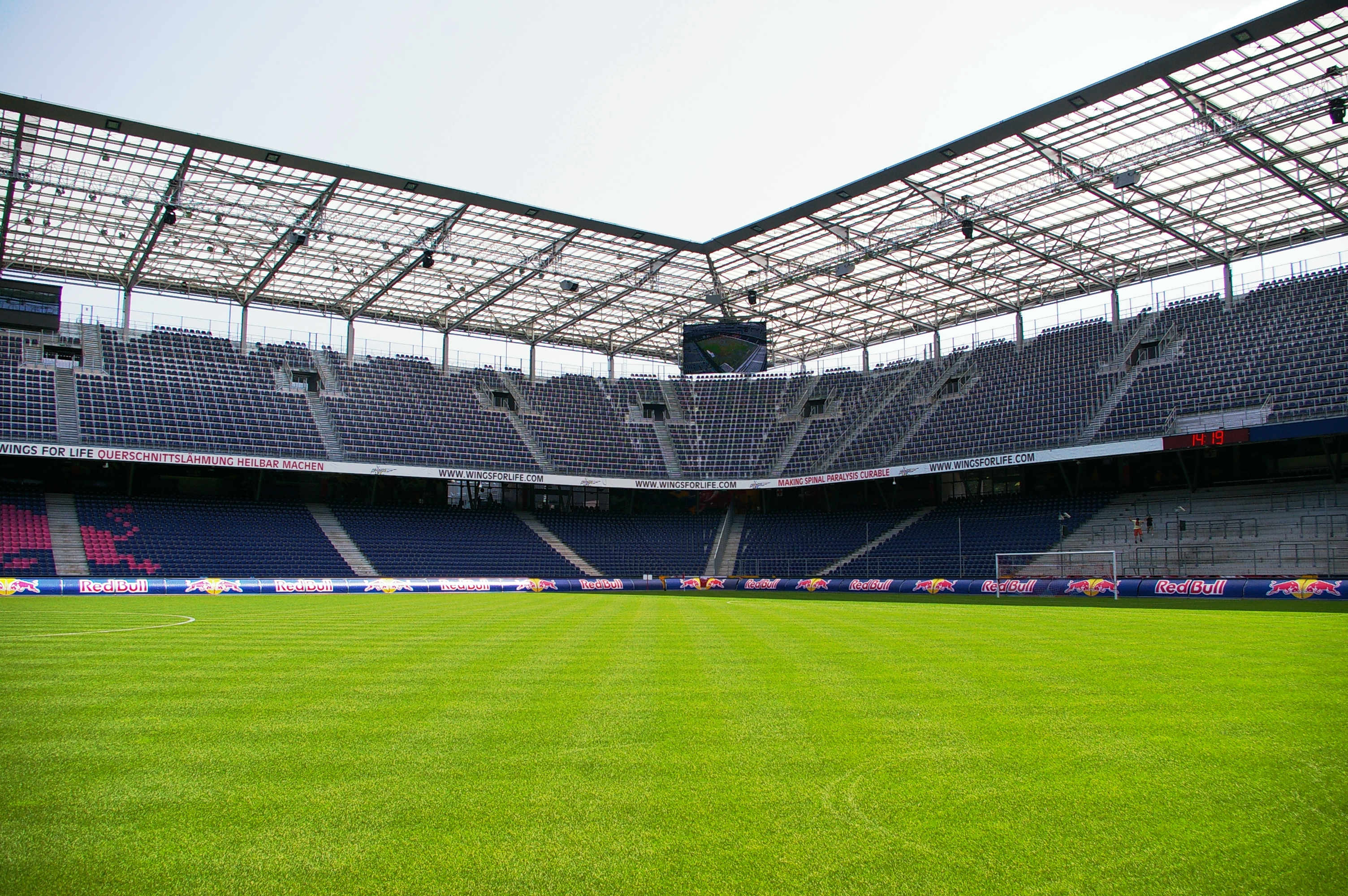
Red Bull Arena

Salzburgo es la sede de la Unión Internacional de Biatlón. La ciudad acogió algunos partidos de fútbol de la Eurocopa 2008. Además se ha presentado como ciudad candidata para organizar los Juegos Olímpicos de invierno en dos oportunidades, siendo derrotada primero por Vancouver para los juegos de 2010 y por Sochi para los de 2014.
| Equipo              | Deporte | Competición          | Estadio                    | Creación |
| ------------------- | ------- | -------------------- | -------------------------- | -------- |
| Red Bull Salzburg   | Fútbol  | Bundesliga (Austria) | Red Bull Arena (Salzburgo) | 1933     |
| SV Austria Salzburg | Fútbol  | Regionalliga West    | ASKÖ-Anlage                | 2005     |

## Hermanamientos
- Aranda de Duero (España)
- Berna (Suiza)[16]
- Dresde (Alemania)[17]